# Джомон
Джомон (на японски: 縄文時代) е период от японската праистория, обхващащ ок. 14 000 – 300 г. пр.н.е., през който Япония е обитавана от култура на ловци събирачи, достигнала значителна степен на уседналост и културна комплексност.
Като понятие, Джомон се появява в края на 19 век, когато са открити керамични останки, датиращи от този период. Керамичният стил, характерен за ранната Джомонска култура, включва отпечатването на върви върху повърхността на влажната глина и като цяло се счита за един от най-старите в Източна Азия, а и в света.
Периодът Джомон изобилства от инструменти и накити, изработени от кости, камъни, черупки и рога, както и от керамични фигури, съдове и полирани предмети. Често е сравняван с доколумбийските култури по северозападното тихоокеанско крайбрежие на Северна Америка и най-вече с Валдивската култура в днешен Еквадор, тъй като в тези области културната комплексност се е развила главно в контекста на общества от ловци събирачи с ограничено растениевъдство. Въпреки това, произходът на Джомонската култура все още не е ясен. Артефакти от тази култура са открити на многобройни места от Хокайдо на север до Рюкю на юг, но се срещат най-вече в централните и източните части на Хоншу, където културата се е задържала най-дълго.
Хората от културата Джомон са живели в малки общества, главно в землянки покрай реки или покрай морския бряг, и са се издържали основно от лов и риболов. Разкопките сочат, че ранна форма на земеделие също е възможно да е била практикувана към края на периода. Съществуват сведения, че населението на Японските острови по това време е търгувало редовно с това на Корейския полуостров. Намерените останки сочат, че към средата на периода Джомон са започнали да се оформят по-постоянни поселения, а с придвижването на хората към крайбрежията към края на периода се развиват риболовните сечива и техники. Края на Джомон преминава в периода Яйои и е маркиран от началото на отглеждането на ориз в Япония.